# Женска фудбалска репрезентација Азербејџана
Женска фудбалска репрезентација Азербејџана (азер. Azərbaycanın qadınlardan ibarət milli futbol komandası) је национални фудбалски тим који представља Азербејџан на међународним такмичењима и под контролом је азербејџанког Фудбалског савеза (азер. Azərbaycan Futbol Federasiyaları Assosiasiyası), владајућег тела за фудбал у Азербејџану.

## Историја

### 2000
АФФА је планирала да 2005. године пошаље тим за квалификације за Светско првенство за жене, на крају, тим се повукао пре него што је започео квалификациони турнир. Азербејџан је одиграо своју прву утакмицу 18. новембра 2006, против Румуније у граду Могошоаја за квалификације за Евроопско првенство у фудбалу за жене 2009. са тимом који је предводио Шамил Хајдаров а капитен је била Кифајат Османова. Азербејџан је изгубио са 4 : 1 првим голом Светлане Миљухине. У мечевима касније, у којима су победили Естонију и изгубили од Бугарске, на крају су елиминисани са турнира са сакупљена 3 бода. Азербејџан је 2009. године први пут учествовао у квалификацијама за Светско првенство у Групи 8, са Белгијом, Чешком, Шведском и Велсом, где је одиграо три утакмице, остваривши једну победу, један реми и један пораз пре краја године.

### 2010
У 2010. години, Азербејџан је одиграо пет утакмица у квалификацијама, изгубивши све и елиминисан је из такмичења са сакупљена 4 бода. Имале су једну добијену утакмицу, један реми а изгубио шест утакмица. У квалификацијама су постигле два гола и примили шеснаест. Након те кампање, тим није заказивао ниједно такмичење или пријатељску утакмицу. Тим није ушао ни у квалификације за Светско првенство 2015.

## Такмичарски рекорд

### Светско првенство за жене
| Светско првенство у фудбалу за жене − резултати | Светско првенство у фудбалу за жене − резултати | Светско првенство у фудбалу за жене − резултати | Светско првенство у фудбалу за жене − резултати | Светско првенство у фудбалу за жене − резултати | Светско првенство у фудбалу за жене − резултати | Светско првенство у фудбалу за жене − резултати | Светско првенство у фудбалу за жене − резултати | Светско првенство у фудбалу за жене − резултати |        | Квалификациони резултати | Квалификациони резултати | Квалификациони резултати | Квалификациони резултати | Квалификациони резултати | Квалификациони резултати | Квалификациони резултати | Квалификациони резултати |
| Година                                          | Резултат                                        | Ута                                             | Поб                                             | Нер                                             | Изг                                             | ГД                                              | ГП                                              | ГР                                              | Кв     | Ута                      | Поб                      | Нер                      | Изг                      | ГД                       | ГП                       | ГР                       |                          |
| 1991                                            | Део СССРа                                       | Део СССРа                                       | Део СССРа                                       | Део СССРа                                       | Део СССРа                                       | Део СССРа                                       | Део СССРа                                       | Део СССРа                                       | квал.  | Део СССРа                | Део СССРа                | Део СССРа                | Део СССРа                | Део СССРа                | Део СССРа                | Део СССРа                |                          |
| 1995                                            | Нису учествовале                                | Нису учествовале                                | Нису учествовале                                | Нису учествовале                                | Нису учествовале                                | Нису учествовале                                | Нису учествовале                                | Нису учествовале                                | квал.  | Нису учествовале         | Нису учествовале         | Нису учествовале         | Нису учествовале         | Нису учествовале         | Нису учествовале         | Нису учествовале         |                          |
| 1999                                            | Нису учествовале                                | Нису учествовале                                | Нису учествовале                                | Нису учествовале                                | Нису учествовале                                | Нису учествовале                                | Нису учествовале                                | Нису учествовале                                | квал.  | Нису учествовале         | Нису учествовале         | Нису учествовале         | Нису учествовале         | Нису учествовале         | Нису учествовале         | Нису учествовале         |                          |
| 2003                                            | Нису учествовале                                | Нису учествовале                                | Нису учествовале                                | Нису учествовале                                | Нису учествовале                                | Нису учествовале                                | Нису учествовале                                | Нису учествовале                                | квал.  | Нису учествовале         | Нису учествовале         | Нису учествовале         | Нису учествовале         | Нису учествовале         | Нису учествовале         | Нису учествовале         |                          |
| 2007                                            | Нису учествовале                                | Нису учествовале                                | Нису учествовале                                | Нису учествовале                                | Нису учествовале                                | Нису учествовале                                | Нису учествовале                                | Нису учествовале                                | квал.  | Нису учествовале         | Нису учествовале         | Нису учествовале         | Нису учествовале         | Нису учествовале         | Нису учествовале         | Нису учествовале         |                          |
| 2011                                            | Нису се квалификовале                           | Нису се квалификовале                           | Нису се квалификовале                           | Нису се квалификовале                           | Нису се квалификовале                           | Нису се квалификовале                           | Нису се квалификовале                           | Нису се квалификовале                           | квал.  | 8                        | 1                        | 1                        | 6                        | 2                        | 60                       | −58                      |                          |
| 2015                                            | Нису учествовале                                | Нису учествовале                                | Нису учествовале                                | Нису учествовале                                | Нису учествовале                                | Нису учествовале                                | Нису учествовале                                | Нису учествовале                                | квал.  | Нису учествовале         | Нису учествовале         | Нису учествовале         | Нису учествовале         | Нису учествовале         | Нису учествовале         | Нису учествовале         |                          |
| 2019                                            | Нису учествовале                                | Нису учествовале                                | Нису учествовале                                | Нису учествовале                                | Нису учествовале                                | Нису учествовале                                | Нису учествовале                                | Нису учествовале                                | квал.  | Нису учествовале         | Нису учествовале         | Нису учествовале         | Нису учествовале         | Нису учествовале         | Нису учествовале         | Нису учествовале         |                          |
| 2023                                            | У току                                          | У току                                          | У току                                          | У току                                          | У току                                          | У току                                          | У току                                          | У току                                          | У току | квал.                    | У току                   | У току                   | У току                   | У току                   | У току                   | У току                   | У току                   |
| Укупно                                          | -                                               | -                                               | -                                               | -                                               | -                                               | -                                               | -                                               | -                                               | -      | 8                        | 1                        | 1                        | 6                        | 2                        | 60                       | −58                      |                          |

*Жребови укључују утакмице где је одлука пала извођењем једанаестераца.

### Европско првенство у фудбалу за жене
| Европско првенство у фудбалу за жене − резултати | Европско првенство у фудбалу за жене − резултати | Европско првенство у фудбалу за жене − резултати | Европско првенство у фудбалу за жене − резултати | Европско првенство у фудбалу за жене − резултати | Европско првенство у фудбалу за жене − резултати | Европско првенство у фудбалу за жене − резултати | Европско првенство у фудбалу за жене − резултати | Европско првенство у фудбалу за жене − резултати |       | Квалификациони резултати | Квалификациони резултати | Квалификациони резултати | Квалификациони резултати | Квалификациони резултати | Квалификациони резултати | Квалификациони резултати | Квалификациони резултати |
| Година                                           | Резултат                                         | Ута                                              | Поб                                              | Нер                                              | Изг                                              | ГД                                               | ГП                                               | ГР                                               | Кв    | Ута                      | Поб                      | Нер                      | Изг                      | ГД                       | ГП                       | ГР                       |                          |
| 1984 to 1991                                     | Део СССРа                                        | Део СССРа                                        | Део СССРа                                        | Део СССРа                                        | Део СССРа                                        | Део СССРа                                        | Део СССРа                                        | Део СССРа                                        | –     | Део СССРа                | Део СССРа                | Део СССРа                | Део СССРа                | Део СССРа                | Део СССРа                | Део СССРа                |                          |
| 1993                                             | Нису учествовале                                 | Нису учествовале                                 | Нису учествовале                                 | Нису учествовале                                 | Нису учествовале                                 | Нису учествовале                                 | Нису учествовале                                 | Нису учествовале                                 | квал. | Нису учествовале         | Нису учествовале         | Нису учествовале         | Нису учествовале         | Нису учествовале         | Нису учествовале         | Нису учествовале         |                          |
| 1995                                             | Нису учествовале                                 | Нису учествовале                                 | Нису учествовале                                 | Нису учествовале                                 | Нису учествовале                                 | Нису учествовале                                 | Нису учествовале                                 | Нису учествовале                                 | квал. | Нису учествовале         | Нису учествовале         | Нису учествовале         | Нису учествовале         | Нису учествовале         | Нису учествовале         | Нису учествовале         |                          |
| 1997                                             | Нису учествовале                                 | Нису учествовале                                 | Нису учествовале                                 | Нису учествовале                                 | Нису учествовале                                 | Нису учествовале                                 | Нису учествовале                                 | Нису учествовале                                 | квал. | Нису учествовале         | Нису учествовале         | Нису учествовале         | Нису учествовале         | Нису учествовале         | Нису учествовале         | Нису учествовале         |                          |
| 2001                                             | Нису учествовале                                 | Нису учествовале                                 | Нису учествовале                                 | Нису учествовале                                 | Нису учествовале                                 | Нису учествовале                                 | Нису учествовале                                 | Нису учествовале                                 | квал. | Нису учествовале         | Нису учествовале         | Нису учествовале         | Нису учествовале         | Нису учествовале         | Нису учествовале         | Нису учествовале         |                          |
| 2005                                             | Нису учествовале                                 | Нису учествовале                                 | Нису учествовале                                 | Нису учествовале                                 | Нису учествовале                                 | Нису учествовале                                 | Нису учествовале                                 | Нису учествовале                                 | квал. | Нису учествовале         | Нису учествовале         | Нису учествовале         | Нису учествовале         | Нису учествовале         | Нису учествовале         | Нису учествовале         |                          |
| 2009                                             | Нису се квалификовале                            | Нису се квалификовале                            | Нису се квалификовале                            | Нису се квалификовале                            | Нису се квалификовале                            | Нису се квалификовале                            | Нису се квалификовале                            | Нису се квалификовале                            | квал. | 3                        | 1                        | 0                        | 2                        | 4                        | 9                        | −5                       |                          |
| 2013                                             | Нису учествовале                                 | Нису учествовале                                 | Нису учествовале                                 | Нису учествовале                                 | Нису учествовале                                 | Нису учествовале                                 | Нису учествовале                                 | Нису учествовале                                 | квал. | Нису учествовале         | Нису учествовале         | Нису учествовале         | Нису учествовале         | Нису учествовале         | Нису учествовале         | Нису учествовале         |                          |
| 2017                                             | Нису учествовале                                 | Нису учествовале                                 | Нису учествовале                                 | Нису учествовале                                 | Нису учествовале                                 | Нису учествовале                                 | Нису учествовале                                 | Нису учествовале                                 | квал. | Нису учествовале         | Нису учествовале         | Нису учествовале         | Нису учествовале         | Нису учествовале         | Нису учествовале         | Нису учествовале         |                          |
| 2022                                             | Нису се квалификовале                            | Нису се квалификовале                            | Нису се квалификовале                            | Нису се квалификовале                            | Нису се квалификовале                            | Нису се квалификовале                            | Нису се квалификовале                            | Нису се квалификовале                            | квал. | 8                        | 1                        | 0                        | 7                        | 2                        | 35                       | −33                      |                          |
| Укупно                                           | -                                                | -                                                | -                                                | -                                                | -                                                | -                                                | -                                                | -                                                | -     | 11                       | 2                        | 0                        | 9                        | 6                        | 44                       | −38                      |                          |

*Жребови укључују утакмице где је одлука пала извођењем једанаестераца.